# جام ژوزه مونتیرو دا کوشتا
جام ژوزه مونتیرو دا کوشتا (به پرتغالی: Taça José Monteiro da Costa)، که همچنین به عنوان قهرمانی شمال پرتغال (به پرتغالی: Campeonato do Norte de Portugal) شناخته می‌شود، یک رقابت فوتبال پرتغالی بود که در سال ۱۹۱۰، توسط باشگاه پورتو به افتخار رئیس باشگاه، ژوزه مونتیرو دا کوشتا شکل گرفت تیم‌های شرکت‌کننده که به مصاف هم می‌رفتند، باید یک تیم کاملاً پرتغالی را به میدان می‌فرستادند. قهرمان، مسابقات را در سال بعد میزبانی می‌کرد و اولین تیمی که سه بار متوالی جام را به دست می‌آورد، قهرمان قطعی می‌شد.
پورتو در دو سال ابتدایی مسابقات قهرمان شد، اما آکادمیکا مانع از قهرمانی سومشان در سال ۱۹۱۳ شد. سال بعد، پورتو عنوان قهرمانی را در زمین آکادمیکا به دست آورد و پس از کسب سومین جام متوالی خود در سال ۱۹۱۶، قهرمان شد.

## فصل‌ها
| سال  | قهرمان   | نایب-قهرمان    |
| ---- | -------- | -------------- |
| ۱۹۱۱ | پورتو    | لیشوییش        |
| ۱۹۱۲ | پورتو    | آکادمیکا       |
| ۱۹۱۳ | آکادمیکا | پورتو          |
| ۱۹۱۴ | پورتو    | آکادمیکا       |
| ۱۹۱۵ | پورتو    | آکادمیکو پورتو |
| ۱۹۱۶ | پورتو    | بواویشتا       |

## عملکرد بر پایه باشگاه
| باشگاه         | قهرمانی | نایب-قهرمانی | سال‌های قهرمانی               | سال‌های نایب-قهرمانی |
| -------------- | ------- | ------------ | ---------------------------- | ------------------- |
| پورتو          | ۵       | ۱            | ۱۹۱۱، ۱۹۱۲، ۱۹۱۴، ۱۹۱۵، ۱۹۱۶ | ۱۹۱۳                |
| آکادمیکا       | ۱       | ۲            | ۱۹۱۳                         | ۱۹۱۲، ۱۹۱۴          |
| لیشوییش        | ۰       | ۱            | —                            | ۱۹۱۱                |
| آکادمیکو پورتو | ۰       | ۱            | —                            | ۱۹۱۵                |
| بواویشتا       | ۰       | ۱            | —                            | ۱۹۱۶                |